# Ногкау (Ногкауское сельское поселение)
Ногка́у (осет. Ногхъæу, Пысылмонхъæу) — село в Алагирском районе Республики Северная Осетия — Алания. Административный центр муниципального образования «Ногкауское сельское поселение».

## География
Село расположено в северной части Алагирского района, в междуречье рек Ардон и Суадагдон. Находится в 8 км к северо-востоку от районного центра Алагир и в 40 км к северо-западу от Владикавказа. Средние высоты на территории села составляют 512 метров над уровнем моря. 
Вдоль западной окраины села протекает река Ардон, вдоль восточной окраины река Суагдагдон. Через само селение протекает речка Хайдон. 

## История
В 1865 году действовавшая тогда в Осетии сословно-поземельная комиссия, приняла решение об отдельном поселении христиан и мусульман. 
С этой целью новых переселенцев из Куртатинского ущелья стали расселять в двух сёлах, по религиозному принципу. Христиан стали заселять в смешанное в религиозном плане село Кадгарон, делившееся тогда на Верхний Кадгарон и Нижний Кадгарон. А куртатинским мусульманам была выделена земля на правом берегу реки Ардон, чуть севернее Алагира. 
Раннею весною 1867 года состоялось переселение куртатинских мусульман в новое село, названое ими на первом собрании — Мусульмановское. Первоначально в новое село заселялось 19 семьей из фамильных родов — Цаликовых, Гайтовых, Борсиевых, Боговых и Бекмурзовых. В 1886 году в селе уже числилось 74 дворов, а в 1917 году 276 дворов. 
В селении заселялись и проживали только мусульмане, и все предпринятые в царское время попытки распространить среди сельчан христианство оказались неудачными, несмотря на сильное влияние со стороны Алагирской слободы. 
По сведениям межевой части управления Терской области, в конце XIX века село Мусульмановское имело общий с Кадгароном земельный надел в размере 16630 десятин, включая 12436 десятин под пашней, покосами и выгоном. В селе же действовало 13 водяных мельниц. 

## Население
| 2002 | 2010 | 2021 |
| ---- | ---- | ---- |
| 879  | ↗934 | ↘921 |

## Религия
В 1868 году в селе была построена каменная мечеть с куполом и двумя минаретами. 
Мечеть действовала и в первые годы советской власти, но в 1930-х годах её первоначально закрыли, а затем минареты были разрушены, а купол стащили с помощью быков. 
После Великой Отечественной войны, в здании бывшей мечети открыли сельский дом культуры, при этом была разрушена передняя стена и из самана пристроили помещение для сцены, а сзади сделали кинобудку. 
В начале 1990-х годов бывшее здание мечети было закрыто, а в начале 2000-х годов начался процесс реставрации мечети. 
Ныне суннитская мечеть вновь занесена в реестр данных с официальным адресом — улица Колхозная, 8. 

## Улицы
- Колхозная
- Плиева
- Степная
- Цаликова

## Известные уроженцы
- Цаликов Ахмед Темирболатович — российский государственный и политический деятель.
- Цаликов Данилбек (Джена) Гурдзибекович — общественный деятель. Генерал-майор царской армии.
- Цаликов Кантемир Александрович (1908-1944) — советский военачальник, Генерал-майор, участник Великой Отечественной войны.